# ジャングル 2 ジャングル
『ジャングル 2 ジャングル』（Jungle 2 Jungle）は、1997年のアメリカ合衆国のコメディ映画。ティム・アレン、サム・ハンティントン、マーティン・ショート出演。1994年のフランス映画『僕は、パリに恋をする』のリメイクで、舞台がパリからニューヨークに変更された。

## ストーリー
証券会社に勤めているマイケル・クロムウェルは、証券アナリストのリチャード・ケンプスターと取引所に来ていた。そして先物取引でコーヒー豆5,100トン分を買った後、パトリシアと離婚の話し合いをするため、その足で彼女がいるベネズエラへと飛ぶ。
カナイマに到着すると、パトリシアの弁護士であるエイブ・ボテロから、彼女がカナイマまで来られないと言われ、マイケルは彼女が住むリッポリッポ村まで行くことにした。マイケルは、村で医者をしていたパトリシアと会うが、船頭に置いてかれたため、2・3日村に滞在することになる。そしてパトリシアから、仕事一筋のマイケルと溝を感じたため、家を出て行ったと話され、さらに、出て行く時に妊娠していたと告白される。子供の名前はミミ・シクで、自然の中で暮らす部族の一員として育てられていた。ミミと会ったマイケルは初めは戸惑うが、徐々に打ち解け、ミミが大人になったら、一緒に自由の女神を見に行くことを約束する。だが、部族の儀式でミミが大人になったと認められ、その試練として自由の女神の火を持ってくるよう命じられる。マイケルにとってはずっと先のことだったため、今すぐは無理だと断るが、部族の掟で約束は絶対守るとされていたため、マイケルは仕方なくミミをニューヨークに連れて行くことにした。
ニューヨークの空港に到着した2人は、そこでリチャードに会い、マイケルから売るように指示されたが、彼からのダメ押しがなかったため売らなかった、コーヒー豆の価格が暴落したことを聞かされる。会社に向かったマイケルは、社長のラングストンから大目玉を食らい、それを見たミミはペットの毒グモを放ち、ラングストンをやっつけようとする。クモを見つけたマイケルは、ラングストンに見つからないように、クモをミミの元に返し、ここでは言葉で勝負することが大事だと教える。
その後マイケルは、リチャードとミミを連れ、婚約相手でモデルのシャーロットに会いに行く。

## キャスト
| 役名                       | 俳優                               | 日本語吹替 |
| -------------------------- | ---------------------------------- | ---------- |
| マイケル・クロムウェル     | ティム・アレン                     | 磯部勉     |
| ミミ・シク                 | サム・ハンティントン               | 鎌手宣行   |
| リチャード・ケンプスター   | マーティン・ショート               | 江原正士   |
| パトリシア・クロムウェル   | ジョベス・ウィリアムズ             | 久保田民絵 |
| シャーロット               | ロリータ・ダヴィドヴィッチ         | 勝生真沙子 |
| アレックス・ジョバノビッチ | デヴィッド・オグデン・スティアーズ | 藤本譲     |
| ジョージ・ラングストン     | ボブ・ディシー                     | 小山武宏   |
| ジャン・ケンプスター       | ヴァレリー・マハフェイ             | 寺内よりえ |
| カレン・ケンプスター       | リーリー・ソビエスキー             | 渡辺智美   |
| アンドリュー・ケンプスター | フランキー・J・ガラッソ            | 曽根洋介   |
| エイブ・ボテロ             | ルイス・アヴァロス                 | 岩田安生   |
| フィオナ                   | キャロル・シェリー                 | 磯辺万沙子 |
| イアン                     | ドミニク・キーティング             | 中田和宏   |
| サラ                       | ロンディ・リード                   |            |
| ジーノ                     | マイケル・マストロ                 |            |
| ルイス                     | デレク・スミス                     | 堀川仁     |
| マデリーン                 | オニ・ファイーダ・ランプレー       | 佐藤しのぶ |
| モリソン                   | アダム・ルフェーヴル               | 島香裕     |
| 船頭                       | ケン・ラーセン                     | 幹本雄之   |

## スタッフ
- 監督：ジョン・パスキン
- 脚本：ブルース・A・エバンス、レイノルド・ギデオン
- 製作：ブライアン・ライリー
- 製作総指揮：リチャード・ベイカー、リック・メッシーナ、ブラッド・クレヴォイ（英語版）
- 撮影監督：トニー・ピアース＝ロバーツ,B.S.C.
- プロダクションデザイナー：スチュアート・ワーツェル（英語版）
- 編集：マイケル・A・スティーヴンソン,A.C.E.
- 衣裳デザイン：キャロル・ラムジー
- 音楽：マイケル・コンヴァーティノ
- 日本語字幕：稲田嵯裕里
- 吹替翻訳：高山美香
- 吹替演出：向山宏志
- 吹替録音・調整：伊藤恭介
- 吹替録音製作：ACクリエイト
- 吹替製作：DISNEY CHARACTER VOICES INTERNATIONAL,INC.